# Jafar Sharif-Emami
Jafar Sharif-Emami, född 9 september 1910 i Teheran, Iran, död 16 juni 1998 i New York, USA, var en iransk politiker som tjänstgjorde som både talman i parlamentet, utrikesminister och premiärminister under Mohammad Reza Pahlavi. 

## Karriär
Jafar Sharif-Emami var son till mullan Mohammad Hosein Nezamol-eslam och fick sin tidiga utbildning i Iran. Han bedrev ingenjörsstudier först 1929 i Tyskland och senare i Sverige. Han tog sin ingenjörsexamen vid Uppsala universitet 1939 och återvände samma år till Iran.
Han var industriminister i Manouchehr Eghbals kabinett i slutet av 1950-talet. Han var premiärminister 1960-1961 samt under några månaders tid 1978 före revolutionen 1979. Under perioden 1964–1978 var han även talman i parlamentets senat. Han efterträddes 1961 på premiärministerposten av Ali Amini, medan han 1978 efterträddes av en militär då shahen tillsatte en militärregering. Då shahen föll 1979 gick han i exil.
Under några år var han också stormästare i Irans frimurares storloge, vilket gav honom ett visst informellt inflytande inom Irans politiska elit.